# The Killing Fields – Schreiendes Land
The Killing Fields – Schreiendes Land (Originaltitel: The Killing Fields) ist ein mit drei Oscars ausgezeichneter britischer Spielfilm aus dem Jahr 1984 und basiert auf der wahren Geschichte der Freundschaft eines Kambodschaners mit einem amerikanischen Journalisten während der Terrorherrschaft der Roten Khmer in Kambodscha in den Jahren 1975 bis 1979.

## Handlung
Der amerikanische Reporter Sydney Schanberg berichtet für die New York Times über die Kämpfe der US-Truppen während der kambodschanischen Revolution. Aus seiner Zusammenarbeit mit dem kambodschanischen Journalisten Dith Pran entwickelt sich eine Freundschaft. Pran schickt seine Familie kurz vor der Eroberung von Phnom Penh zusammen mit den abziehenden Amerikanern ins Ausland, bleibt aber selbst mit Schanberg zurück, um von der Einnahme durch die Roten Khmer zu berichten. Als die Hauptstadt fällt, müssen die verbliebenen Journalisten vor den Roten Khmern Zuflucht in der noch geöffneten französischen Botschaft suchen. Schanberg kann dann mit den anderen amerikanischen und den europäischen Journalisten ausreisen, während Pran zurückbleiben muss. 
Für ihn beginnt eine furchtbare Zeit in den Händen der Roten Khmer; es finden „Säuberungsaktionen“ statt; die Opfer werden zu Tausenden auf die Killing Fields gebracht; unter der Herrschaft des Führers Pol Pot kommen beim Genozid in Kambodscha rund 20 bis 30 % der Bevölkerung ums Leben. Dith Pran wird in ein Lager verschleppt, aus dem er letztlich mit vier weiteren Insassen fliehen kann. Er schlägt sich tagelang durch den Dschungel und erklimmt eine Anhöhe des Dongrek-Gebirges, von wo er ein Lager des Roten Kreuzes in der Nähe Thailands entdeckt. Schanberg wird informiert, dass Pran überlebt hat. In der Schlussszene treffen sich die Freunde wieder und fallen sich in die Arme.

## Kritiken
„Ein realistischer, detailgenauer Erstlingsfilm von außerordentlicher Eindringlichkeit und humaner Gesinnung, der sich zu einer höchst bemerkenswerten Auseinandersetzung mit einem fortwirkenden Kapitel jüngster Geschichte verdichtet.“

„[…] Kinofilm-Regiedebüt […], das die Grauen des Pol-Pot-Regimes in drastischer Weise auf die Leinwand bannte.“

„Eine Chronik, die den Atem stocken lässt.“

## Auszeichnungen

### Oscarverleihung 1985
- Bester Nebendarsteller (Haing S. Ngor)
- Beste Kameraführung (Chris Menges)
- Bester Schnitt (Jim Clark)

Weitere Nominierungen:
- Bester Film
- Bester Hauptdarsteller (Sam Waterston)
- Beste Regie (Roland Joffe)
- Bestes Drehbuch nach einer Vorlage (Bruce Robinson)

### Golden Globe Awards 1984
- Bester Nebendarsteller (Haing S. Ngor)

Weitere Nominierungen:
- Bester Film: Drama (David Puttnam)
- Bester Hauptdarsteller: Drama (Sam Waterston)
- Bester Regisseur (Roland Joffé)
- Bestes Drehbuch (Bruce Robinson)
- Beste Filmmusik (Mike Oldfield; → The Killing Fields)

### BAFTA Awards 1985
- Bester Film
- Bester Hauptdarsteller (Haing S. Ngor)
- Bester Nachwuchsdarsteller (Haing S. Ngor)
- Bestes adaptiertes Drehbuch
- Beste Kamera
- Bester Schnitt
- Bestes Szenenbild
- Bester Ton

Weitere Nominierungen:
- Bester Hauptdarsteller (Sam Waterston)
- Beste Regie
- Beste Filmmusik
- Beste Maske
- Beste visuelle Effekte

Das British Film Institute wählte The Killing Fields im Jahre 1999 auf Platz 100 der besten britischen Filme aller Zeiten. Die Deutsche Film- und Medienbewertung FBW in Wiesbaden verlieh dem Film das Prädikat besonders wertvoll.